# Clematis armandii
Clematis armandii är en ranunkelväxtart som beskrevs av Adrien René Franchet. Clematis armandii ingår i släktet klematisar, och familjen ranunkelväxter.

## Underarter
Arten delas in i följande underarter:
- C. a. farquhariana
- C. a. hefengensis
- C. a. retusifolia

## Bildgalleri

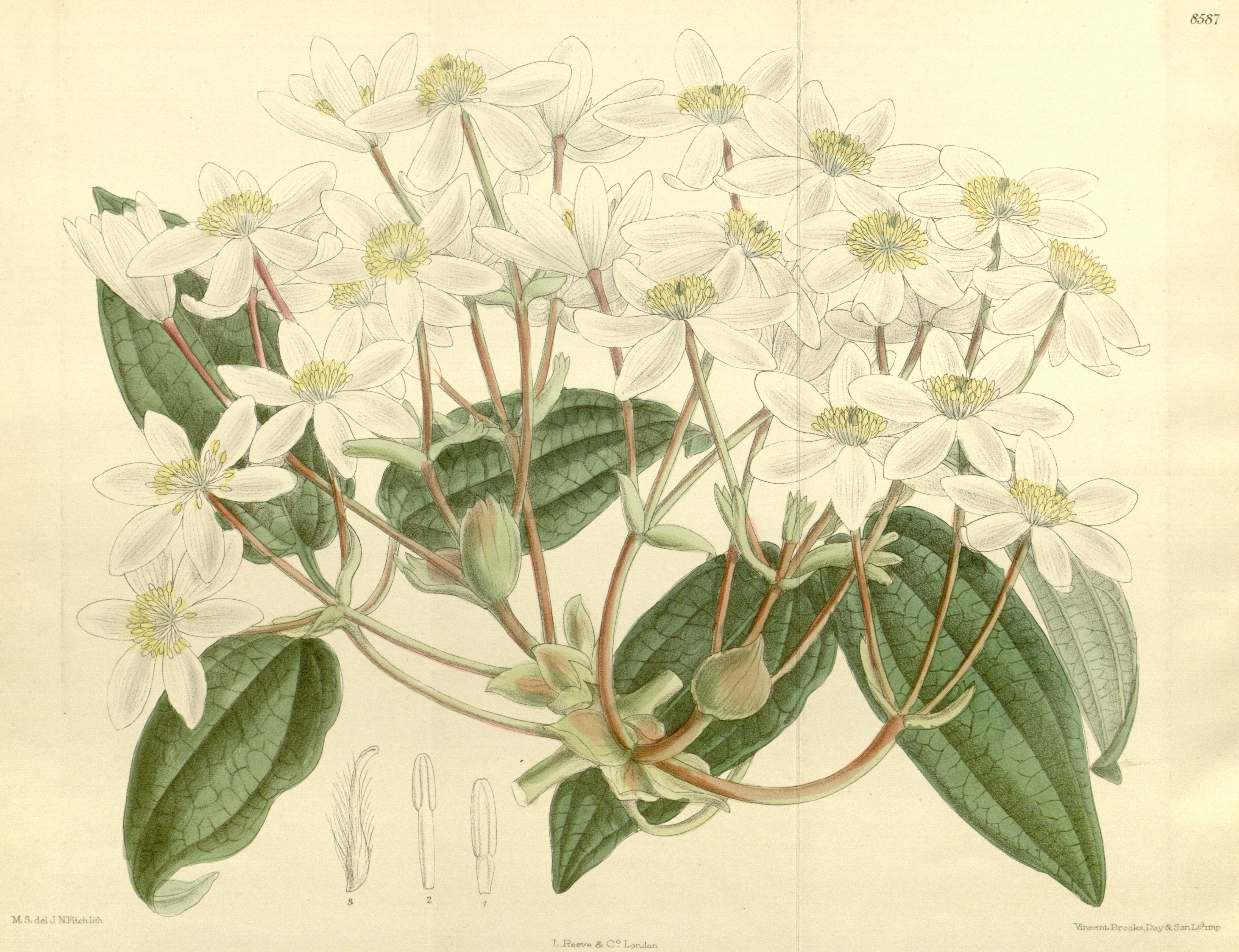
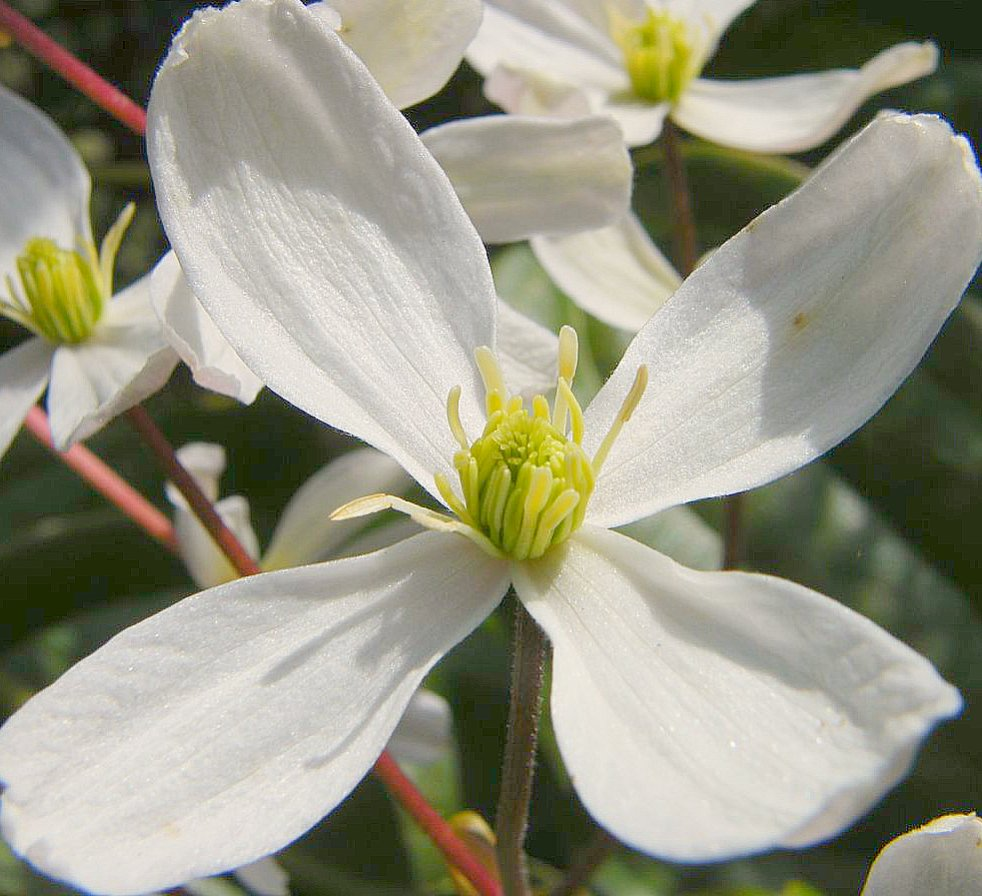
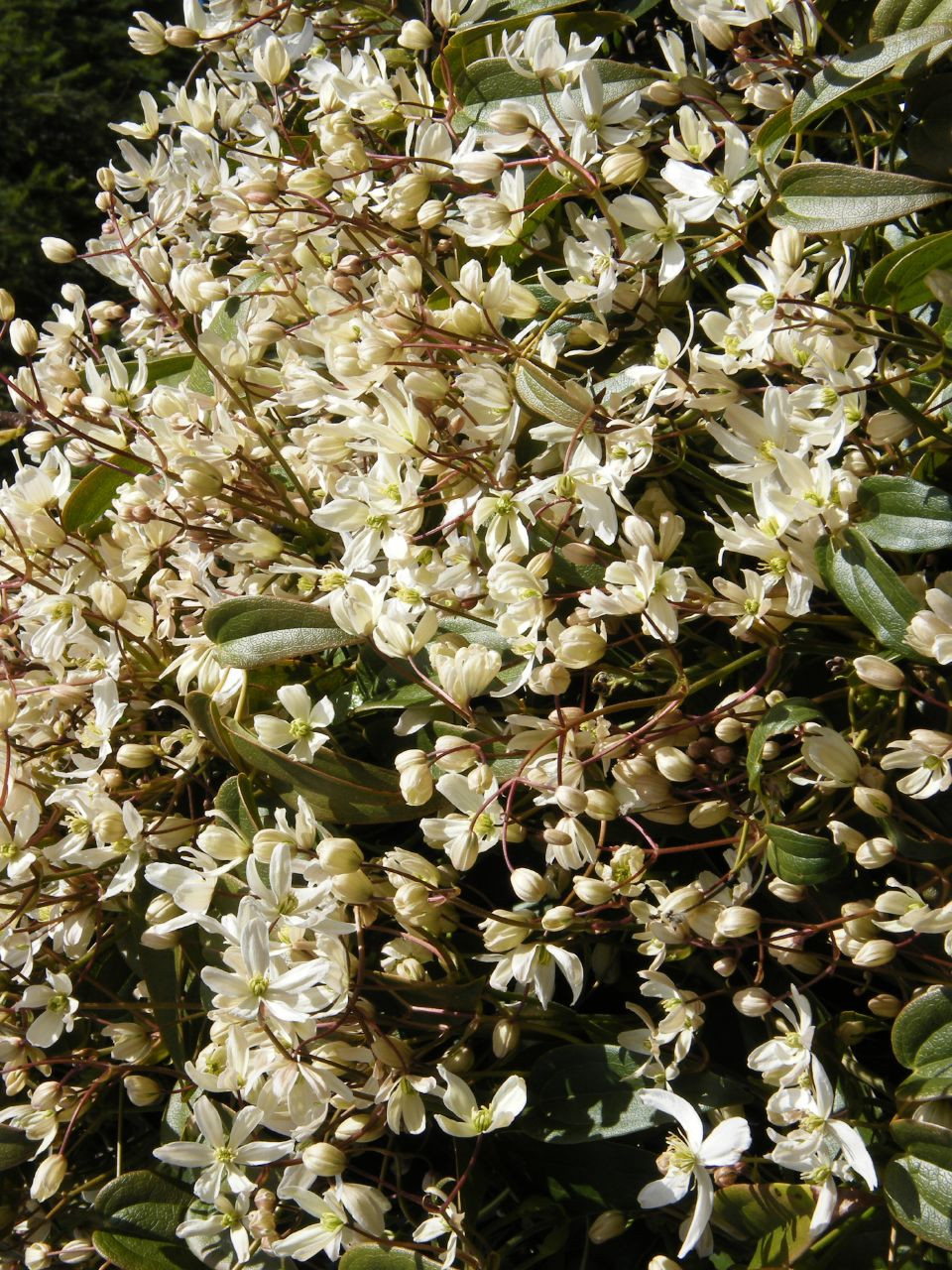
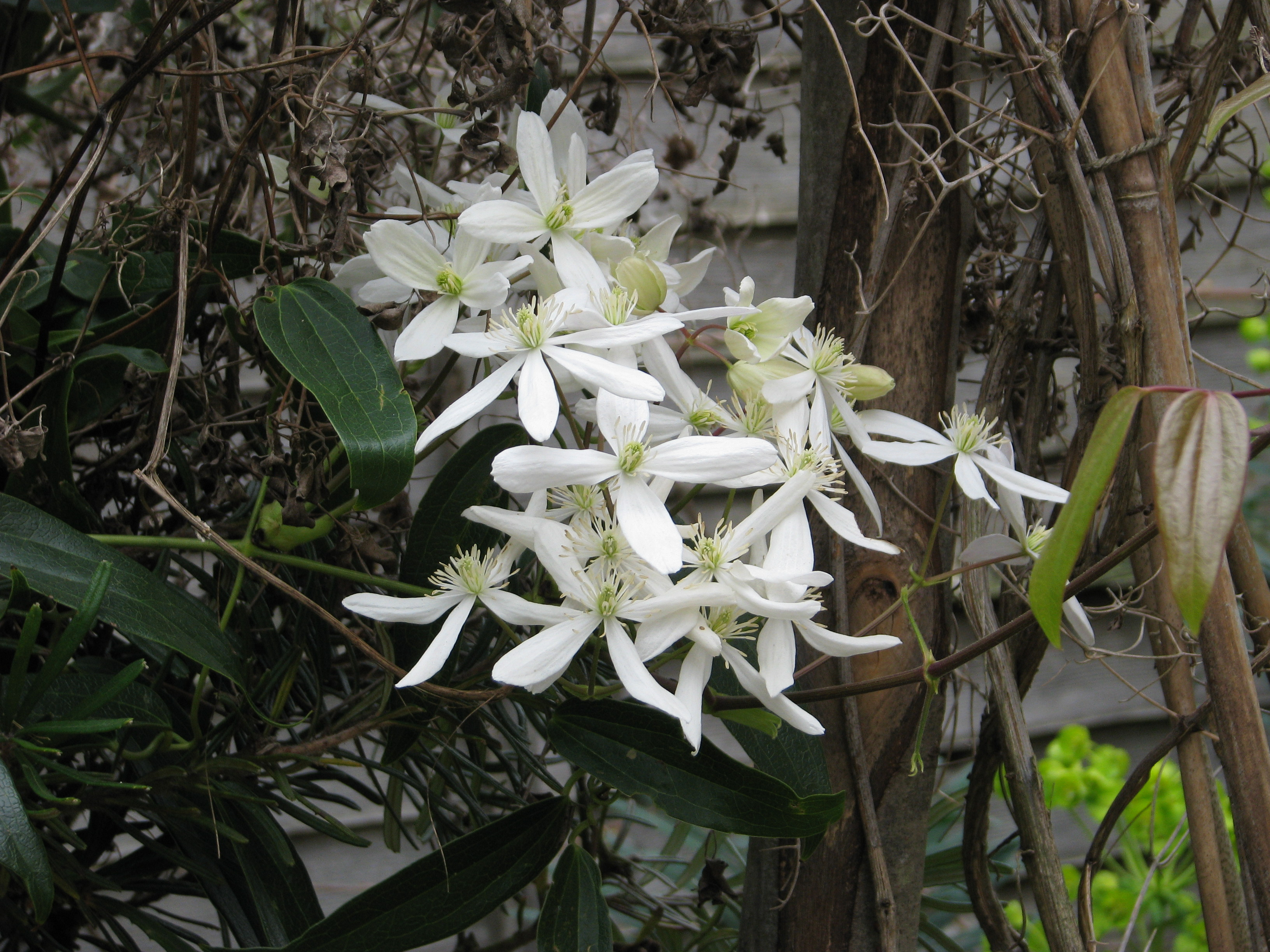
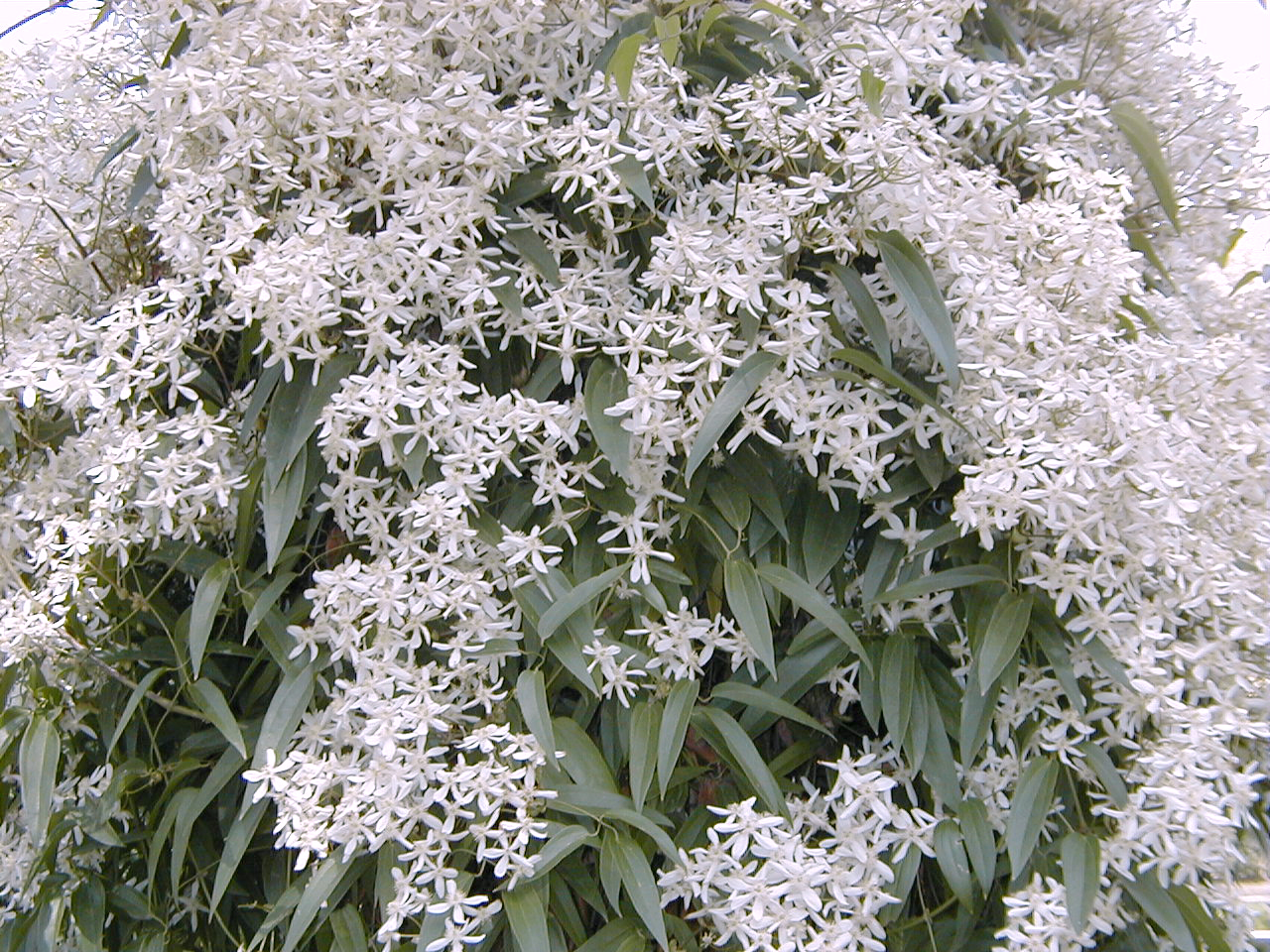
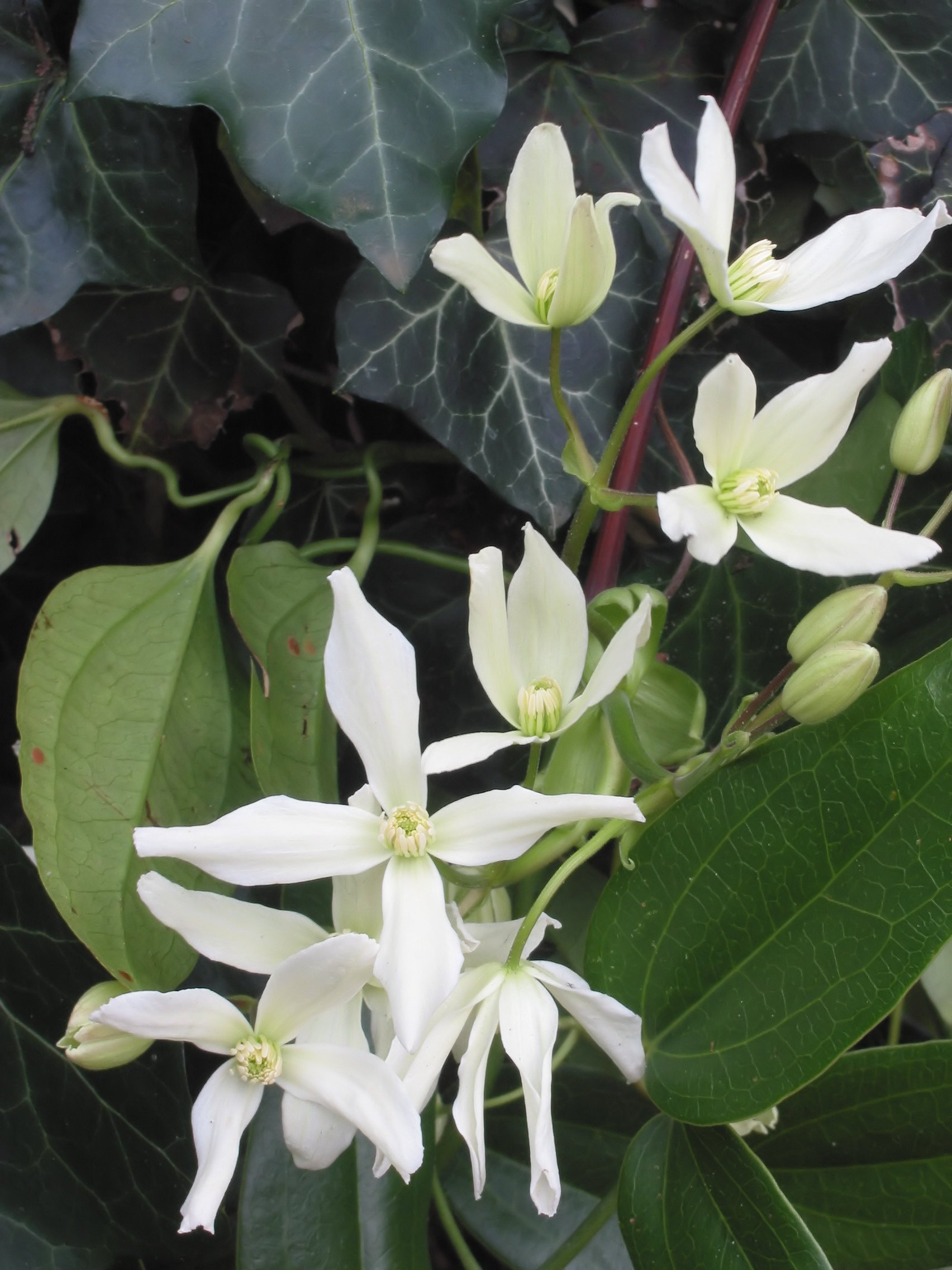